# لاعب وسط (كرة سلة)

مراكز لاعبي كرة السلة في المنطقة الهجومية: 1. لاعب هجوم خلفي 2. مدافع مسدد الهدف 3. لاعب هجوم صغير الجسم 4. لاعب الهجوم قوي الجسم 5. لاعب الوسط

لاعب وسط (بالإنجليزية: Center)‏ هو أحد مراكز رياضة كرة السلة.

## قائمة أهم لاعبي المركز

### رجال
- كريم عبد الجبار
- حكيم عليوان
- باتريك يوينغ
- باتريك يوينغ
- موسى مالون
- شاكيل أونيل
- ديفيد روبنسون
- بيل راسيل
- دوايت هوارد
- ويلت تشامبرلين
- ألونزو مورنينج
- مانوت بول

### نساء
- مارجو ديديك
- ماريا ستيبانوفا
- ليزا ليزلي
- ريبيكا لوبو

## كتب
- The Basketball Handbook (pg 14) (2004). Lee H. Rose (ردمك 0-7360-4906-1).

## وصلات خارجية
- لاعبو كرة السلة على موقع أكاديمية بي بي سي للرياضة
- كيف تعمل رياضة كرة السلة على موقع HowStuffWorks.com